# Falkenberg (Basse-Bavière)
Falkenberg est une commune de Bavière (Allemagne), située dans l'arrondissement de Rottal-Inn, dans le district de Basse-Bavière.